# Boliviaans voetbalelftal in 1997
Het Boliviaans voetbalelftal speelde in totaal achttien officiële interlands in het jaar 1997, waaronder tien wedstrijden in de kwalificatiereeks voor de WK-eindronde 1998 in Frankrijk. La Verde ("De Groenen") stond onder leiding van de Spaanse bondscoach Antonio López Habas. De ploeg eindigde als tweede bij de strijd om de Copa América in eigen land. Op de FIFA-wereldranglijst steeg Bolivia in 1997 van de 37ste (februari 1997) naar de 24ste plaats (december 1997).

## Balans
| Wedstrijden | Wedstrijden | Wedstrijden | Wedstrijden | Doelpunten | Doelpunten | Doelpunten | Punten |
| Gespeeld    | Winst       | Gelijk      | Verlies     | Voor       | Tegen      | Saldo      | Punten |
| ----------- | ----------- | ----------- | ----------- | ---------- | ---------- | ---------- | ------ |
| 18          | 9           | 2           | 7           | 25         | 20         | +5         | 1.111  |

## Interlands
|                                                     |                                      |       |         |                                                                                      |
| 12 januari WK-kwalificatie № 254 «onderlinge duels» | Bolivia                              | 2 – 0 | Ecuador | Estadio Hernando Siles, La Paz Toeschouwers: 39.968 Scheidsrechter: Óscar Ruiz (COL) |
| 12 januari WK-kwalificatie № 254 «onderlinge duels» | Jaime Moreno 7' Marco Etcheverry 12' |       |         | Estadio Hernando Siles, La Paz Toeschouwers: 39.968 Scheidsrechter: Óscar Ruiz (COL) |

|                                                       |         |                  |           |                                                                                                   |
| 2 februari Vriendschappelijk № 255 «onderlinge duels» | Bolivia | 0 – 1            | Slowakije | Estadio Félix Capriles, Cochabamba Toeschouwers: 30.000 Scheidsrechter: Juan Carlos Lugones (BOL) |
| 2 februari Vriendschappelijk № 255 «onderlinge duels» |         | 83' Jozef Kožlej |           | Estadio Félix Capriles, Cochabamba Toeschouwers: 30.000 Scheidsrechter: Juan Carlos Lugones (BOL) |

|                                                      |                    |       |                    |                                                                                          |
| 12 februari WK-kwalificatie № 256 «onderlinge duels» | Bolivia            | 1 – 1 | Chili              | Estadio Hernando Siles, La Paz Toeschouwers: 41.908 Scheidsrechter: Alberto Tejada (PER) |
| 12 februari WK-kwalificatie № 256 «onderlinge duels» | Vladimir Soria 28' |       | 44' Pedro González | Estadio Hernando Siles, La Paz Toeschouwers: 41.908 Scheidsrechter: Alberto Tejada (PER) |

|                                                     | |       |         |                                                                                     |
| 23 maart Vriendschappelijk № 257 «onderlinge duels» | Bolivia | 6 – 0 | Jamaica | Estadio Jesús Bermúdez, Oruro Toeschouwers: 5.000 Scheidsrechter: René Ortubé (BOL) |
| 23 maart Vriendschappelijk № 257 «onderlinge duels» | Óscar Sánchez 13' Mauro Blanco 23' Juan Berthy Suárez 26' Óscar Sánchez 62' Juan Berthy Suárez 77' Mauro Blanco 86' |       |         | Estadio Jesús Bermúdez, Oruro Toeschouwers: 5.000 Scheidsrechter: René Ortubé (BOL) |

|                                                            |                                                |       |                     |                                                                                           |
| 2 april WK-kwalificatie № 258 «onderlinge duels» 16:10 uur | Bolivia                                        | 2 – 1 | Argentinië          | Estadio Hernando Siles, La Paz Toeschouwers: 44.372 Scheidsrechter: Sidrack Marinho (BRA) |
| 2 april WK-kwalificatie № 258 «onderlinge duels» 16:10 uur | Marco Antonio Sandy 8' Fernando Ochoaizpur 48' |       | 41' Néstor Gorosito | Estadio Hernando Siles, La Paz Toeschouwers: 44.372 Scheidsrechter: Sidrack Marinho (BRA) |

|                                                           |                       |       |                     |                                                                                           |
| 8 juni WK-kwalificatie № 259 «onderlinge duels» 16:00 uur | Venezuela             | 1 – 1 | Bolivia             | Estadio Luis Loreto Lira, Valera Toeschouwers: 3.352 Scheidsrechter: Márcio Rezende (BRA) |
| 8 juni WK-kwalificatie № 259 «onderlinge duels» 16:00 uur | Giovanni Savarese 70' |       | 80' Ramiro Castillo | Estadio Luis Loreto Lira, Valera Toeschouwers: 3.352 Scheidsrechter: Márcio Rezende (BRA) |

| Copa América 1997 |
| ----------------- |

|                                               |                    |       |           |                                                                                        |
| 12 juni Copa América № 260 «onderlinge duels» | Bolivia            | 1 – 0 | Venezuela | Estadio Hernando Siles, La Paz Toeschouwers: 28.000 Scheidsrechter: Byron Moreno (ECU) |
| 12 juni Copa América № 260 «onderlinge duels» | Milton Coimbra 60' |       |           | Estadio Hernando Siles, La Paz Toeschouwers: 28.000 Scheidsrechter: Byron Moreno (ECU) |

|                                               |                                                 |       |      |                                                                                           |
| 15 juni Copa América № 261 «onderlinge duels» | Bolivia                                         | 2 – 0 | Peru | Estadio Hernando Siles, La Paz Toeschouwers: 28.000 Scheidsrechter: Rodrigo Badilla (CRC) |
| 15 juni Copa América № 261 «onderlinge duels» | Marco Etcheverry 45' Julio César Baldivieso 50' |       |      | Estadio Hernando Siles, La Paz Toeschouwers: 28.000 Scheidsrechter: Rodrigo Badilla (CRC) |

|                                               |                            |       |         |                                                                                           |
| 18 juni Copa América № 262 «onderlinge duels» | Bolivia                    | 1 – 0 | Uruguay | Estadio Hernando Siles, La Paz Toeschouwers: 30.000 Scheidsrechter: Antonio Marrufo (MEX) |
| 18 juni Copa América № 262 «onderlinge duels» | Julio César Baldivieso 28' |       |         | Estadio Hernando Siles, La Paz Toeschouwers: 30.000 Scheidsrechter: Antonio Marrufo (MEX) |

|                                                           |                                       |       |                    |                                                                                            |
| 21 juni Copa América Kwartfinale № 263 «onderlinge duels» | Bolivia                               | 2 – 1 | Colombia           | Estadio Hernando Siles, La Paz Toeschouwers: 30.000 Scheidsrechter: Horacio Elizondo (ARG) |
| 21 juni Copa América Kwartfinale № 263 «onderlinge duels» | Marco Etcheverry 3' Erwin Sánchez 23' |       | 56' Hermán Gaviria | Estadio Hernando Siles, La Paz Toeschouwers: 30.000 Scheidsrechter: Horacio Elizondo (ARG) |

|                                                            |                                                        |       |                    |                                                                                             |
| 25 juni Copa América Halve finale № 264 «onderlinge duels» | Bolivia                                                | 3 – 1 | Mexico             | Estadio Hernando Siles, La Paz Toeschouwers: 46.000 Scheidsrechter: Epifanio González (PAR) |
| 25 juni Copa América Halve finale № 264 «onderlinge duels» | Erwin Sánchez 26' Ramiro Castillo 44' Jaime Moreno 75' |       | 4' Nicolás Ramírez | Estadio Hernando Siles, La Paz Toeschouwers: 46.000 Scheidsrechter: Epifanio González (PAR) |

|                                                      |                   |       |                                          |                                                                                        |
| 29 juni Copa América Finale № 265 «onderlinge duels» | Bolivia           | 1 – 3 | Brazilië                                 | Estadio Hernando Siles, La Paz Toeschouwers: 45.000 Scheidsrechter: Jorge Nieves (URU) |
| 29 juni Copa América Finale № 265 «onderlinge duels» | Erwin Sánchez 45' |       | 40' Edmundo 78' Ronaldo 90+2' Zé Roberto | Estadio Hernando Siles, La Paz Toeschouwers: 45.000 Scheidsrechter: Jorge Nieves (URU) |

|  |  |  |  |  |  |  |  |  |

|                                                           |                                |       |                    |                                                                                   |
| 6 juli WK-kwalificatie № 266 «onderlinge duels» 15:30 uur | Peru                           | 2 – 1 | Bolivia            | Estadio Nacional, Lima Toeschouwers: 31.489 Scheidsrechter: Wilson Mendonça (BRA) |
| 6 juli WK-kwalificatie № 266 «onderlinge duels» 15:30 uur | Germán Carty 9' Jorge Soto 53' |       | 56' Luis Cristaldo | Estadio Nacional, Lima Toeschouwers: 31.489 Scheidsrechter: Wilson Mendonça (BRA) |

|                                                  |                      |       |         |                                                                                                |
| 20 juli WK-kwalificatie № 267 «onderlinge duels» | Bolivia              | 1 – 0 | Uruguay | Estadio Hernando Siles, La Paz Toeschouwers: 27.874 Scheidsrechter: Arturo Brizio Carter (MEX) |
| 20 juli WK-kwalificatie № 267 «onderlinge duels» | Marco Etcheverry 75' |       |         | Estadio Hernando Siles, La Paz Toeschouwers: 27.874 Scheidsrechter: Arturo Brizio Carter (MEX) |

|                                                      |                                                                |       |         |                                                                                                 |
| 20 augustus WK-kwalificatie № 268 «onderlinge duels» | Colombia                                                       | 3 – 0 | Bolivia | Estadio Metropolitano, Barranquilla Toeschouwers: 25.912 Scheidsrechter: Cláudio Vinícius (BRA) |
| 20 augustus WK-kwalificatie № 268 «onderlinge duels» | Antony de Ávila 1' Carlos Valderrama 30' Faustino Asprilla 76' |       |         | Estadio Metropolitano, Barranquilla Toeschouwers: 25.912 Scheidsrechter: Cláudio Vinícius (BRA) |

|                                                                 |                                             |       |                        | |
| 10 september WK-kwalificatie № 269 «onderlinge duels» 21:00 uur | Paraguay                                    | 2 – 1 | Bolivia                | Estadio Defensores del Chaco, Asunción Toeschouwers: 40.341 Scheidsrechter: Benito Archundia (MEX) |
| 10 september WK-kwalificatie № 269 «onderlinge duels» 21:00 uur | Miguel Ángel Benítez 26' Carlos Gamarra 37' |       | 58' Juan Berthy Suárez | Estadio Defensores del Chaco, Asunción Toeschouwers: 40.341 Scheidsrechter: Benito Archundia (MEX) |

|                                                     |                    |       |         |                                                                                               |
| 12 oktober WK-kwalificatie № 270 «onderlinge duels» | Ecuador            | 1 – 0 | Bolivia | Estadio Monumental, Guayaquil Toeschouwers: 14.568 Scheidsrechter: Arturo Brizio Carter (MEX) |
| 12 oktober WK-kwalificatie № 270 «onderlinge duels» | Ariel Graziani 26' |       |         | Estadio Monumental, Guayaquil Toeschouwers: 14.568 Scheidsrechter: Arturo Brizio Carter (MEX) |

|                                                      |                                                        |       |         |                                                                                       |
| 16 november WK-kwalificatie № 271 «onderlinge duels» | Chili                                                  | 3 – 0 | Bolivia | Estadio Nacional, Santiago Toeschouwers: 74.777 Scheidsrechter: Wilson Mendonça (BRA) |
| 16 november WK-kwalificatie № 271 «onderlinge duels» | Rodrigo Barrera 23' Marcelo Salas 40' Juan Carreño 83' |       |         | Estadio Nacional, Santiago Toeschouwers: 74.777 Scheidsrechter: Wilson Mendonça (BRA) |

## FIFA-wereldranglijst
| JAN | FEB | MAR | APR | MEI | JUN | JUL | AUG | SEP | OKT | NOV | DEC |
| --- | --- | --- | --- | --- | --- | --- | --- | --- | --- | --- | --- |
|     | 37  |     | 32  | 32  | 34  | 18  | 18  | 23  | 22  | 25  | 24  |

## Statistieken
| Carlos Trucco          | 1957-08-11 | Cruz Azul          | 16 | 0 | 0 | 52 | 0  |
| José Carlos Fernández  | 1971-01-24 | Club Destroyers    | 1  | 0 | 0 | 1  | 0  |
| Mauricio Soria         | 1966-06-01 | Jorge Wilstermann  | 1  | 0 | 0 | 9  | 0  |
| Verdediging            |            |                    |    |   |   |    |    |
| Marco Antonio Sandy    | 1971-08-29 | Club Bolívar       | 17 | 0 | 1 | 65 | 6  |
| Óscar Sánchez          | 1971-07-16 | Gimnasia y Esgrima | 15 | 0 | 2 | 40 | 5  |
| Luis Cristaldo         | 1969-08-31 | Club Bolívar       | 15 | 0 | 1 | 68 | 3  |
| Juan Manuel Peña       | 1973-01-17 | Real Valladolid    | 11 | 0 | 0 | 49 | 0  |
| Miguel Rimba           | 1967-11-01 | Club Bolívar       | 11 | 0 | 0 | 72 | 0  |
| Iván Castillo          | 1970-07-11 | Gimnasia y Esgrima | 7  | 3 | 0 |    |    |
| Fernando Ochoaizpur    | 1971-03-18 | Universitario      | 6  | 0 | 1 | 8  | 1  |
| Eduardo Jiguchi        | 1970-08-24 | Club Bolívar       | 1  | 0 | 0 | 9  | 0  |
| Rafael Salguero        | 1969-02-17 | Club Bolívar       | 0  | 2 | 0 |    |    |
| Marcelo Carballo       | 1974-12-07 | Jorge Wilstermann  | 0  | 1 | 0 |    |    |
| Middenveld             |            |                    |    |   |   |    |    |
| Sergio Castillo        | 1970-09-26 | The Strongest      | 14 | 2 | 0 |    |    |
| Marco Etcheverry       | 1970-09-26 | DC United          | 14 | 0 | 4 | 54 | 13 |
| Vladimir Soria         | 1964-07-15 | Club Bolívar       | 12 | 1 | 1 |    |    |
| Ramiro Castillo        | 1966-03-27 | Club Bolívar       | 10 | 1 | 2 | 52 | 5  |
| Julio César Baldivieso | 1971-12-02 | Yokohama Marinos   | 7  | 1 | 2 | 63 | 7  |
| Rubén Tufiño           | 1970-01-09 | Club Blooming      | 7  | 0 | 0 | 17 | 1  |
| Erwin Sánchez          | 1969-10-19 | Benfica            | 6  | 3 | 3 | 43 | 13 |
| Limberg Gutiérrez      | 1977-11-19 | Club Blooming      | 4  | 5 | 0 |    |    |
| Mauro Blanco           | 1966-11-25 | The Strongest      | 3  | 5 | 2 | 8  | 2  |
| José Milton Melgar     | 1959-09-20 | The Strongest      | 1  | 6 | 0 | 89 | 6  |
| Richard Cueto          | 1970-11-22 | Club Bolívar       | 0  | 1 | 0 |    |    |
| Gonzalo Galindo        | 1974-10-20 | Jorge Wilstermann  | 0  | 1 | 0 |    |    |
| Aanval                 |            |                    |    |   |   |    |    |
| Jaime Moreno           | 1974-01-19 | Middlesbrough      | 9  | 5 | 2 | 48 | 6  |
| Milton Coimbra         | 1975-05-04 | Oriente Petrolero  | 4  | 3 | 1 | 19 | 5  |
| Juan Berthy Suárez     | 1969-06-24 | The Strongest      | 2  | 2 | 3 |    |    |
| Demetrio Angola        | 1965-06-22 | The Strongest      | 1  | 4 | 0 | 16 | 2  |
| Miguel Mercado         | 1975-08-30 | Club Bolívar       | 1  | 0 | 0 | 6  | 1  |
| Luis Ramallo           | 1963-07-04 | Jorge Wilstermann  | 0  | 1 | 0 | 36 | 9  |
| José Ortíz             | 1972-12-18 | Vlag van Bolivia   | 1  | 0 | 0 |    |    |

FBF · A-internationals · Selecties · Bondscoaches · Statistieken · Boliviaans vrouwenelftal · Olympisch elftal · Bolivia U21 · Bolivia U20 · Bolivia U19 · Bolivia U18 · Bolivia U17
1926–1949 · 
1950–1959 · 
1960–1969 · 
1970–1979 · 
1980–1989 · 
1990–1999 · 
2000–2009 · 
2010–2019 ·
2020−2029
CC 1999
WK 1930 · 
WK 1950 · 
WK 1994
1926 · 
1927 · 
1927 · 1928 · 1929 · 
1930 · 
1931 · 1932 · 1933 · 1934 · 1935 · 1936 · 1937 · 
1938 · 
1939 · 1940 · 1941 · 1942 · 1943 · 1944 · 
1945 · 
1946 · 
1947 · 
1948 · 
1949 · 
1950 · 
1951 · 1952 · 
1953 · 
1954 · 1955 · 1956 · 
1957 · 
1958 · 
1959 · 
1960 · 
1961 · 
1962 · 
1963 · 
1964 · 
1965 · 
1966 · 
1967 · 
1968 · 
1969 · 
1970 · 
1971 · 
1972 · 
1973 · 
1974 · 
1975 · 
1976 · 
1977 · 
1978 · 
1979 · 
1980 · 
1981 · 
1982 · 
1983 · 
1984 · 
1985 · 
1986 · 
1987 · 
1988 · 
1989 · 
1990 · 
1991 · 
1992 · 
1993 · 
1994 · 
1995 · 
1996 · 
1997 · 
1998 · 
1999 · 
2000 · 
2001 · 
2002 · 
2003 · 
2004 · 
2005 · 
2006 · 
2007 · 
2008 · 
2009 · 
2010 ·
2011 · 
2012 · 
2013 · 
2014 · 
2015 · 
2016 ·
2017 ·
2018 ·
2019 ·
2020 ·
2021 ·
2022 ·
2023 ·
2024
Algerije ·
Andorra ·
Argentinië ·
Brazilië ·
Bulgarije · 
Chili ·
Colombia ·
Costa Rica ·
Cuba ·
Curaçao ·
DDR ·
Duitsland ·
Ecuador ·
Egypte ·
El Salvador ·
Finland ·
Frankrijk ·
Griekenland ·
Guatemala ·
Guyana ·
Haïti ·
Honduras ·
Hongarije ·
Ierland ·
IJsland ·
Irak ·
Iran ·
Jamaica ·
Japan ·
Joegoslavië ·
Kameroen ·
Letland ·
Mexico ·
Myanmar ·
Nicaragua ·
Noord-Korea ·
Oezbekistan ·
Panama ·
Paraguay ·
Peru ·
Polen ·
Portugal ·
Roemenië ·
Rusland ·
Saoedi-Arabië ·
Senegal ·
Servië ·
Slowakije ·
Spanje ·
Trinidad en Tobago ·
Tsjecho-Slowakije ·
Uruguay ·
Venezuela ·
Verenigde Arabische Emiraten ·
Verenigde Staten ·
Zuid-Afrika ·
Zuid-Korea ·
Zwitserland